# Polvoró
El polvoró és un producte típic de la rebosteria nadalenca d'Espanya.
Generalment se li poden afegir ametlles moltes, i poden tenir altres additius com a coco ratllat, sèsam, etc. per crear diversos tipus segons el gust del consumidor. Se serveix generalment en un plat acompanyat de trossos de torró i confits. Aquest plat generalment queda a disposició de les persones durant l'època de Nadal.

## Fabricació

### Andalusia

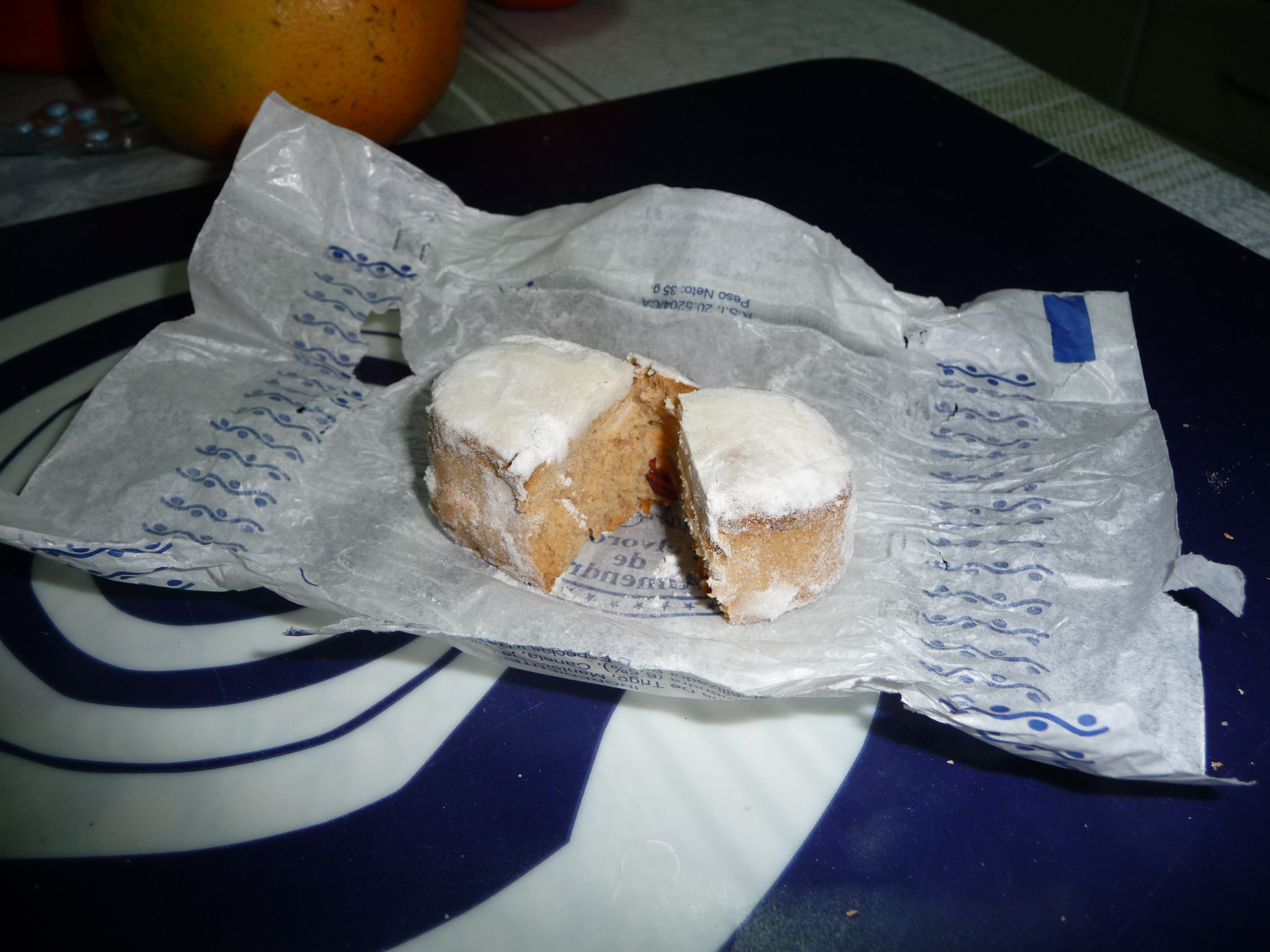
Polvoró de Medina.

Són famosos els elaborats en el municipi d'Estepa, a la Província de Sevilla, i els fabricats en Fondón, a la Província d'Almeria, on s'elaboren més de 120.000 kg de polvorons a l'any.

### Castella i Lleó
El municipi de la província de Valladolid de Tordesillas compta amb alguna de la més cèlebres marques de qualitat en polvorons de la geografia castellana y lleonesa.

## Costums
Sol vendre's embolicat en un paper i quan se serveix abans de menjar, a causa de la seva consistència pulverulenta, sol estrènyer-se a la mà de tal manera que la pasta queda atapeïda i pot obrir-se amb garantia de no desfer-se.

## Diferències Polvoró/Mantegada
La diferència està en diverses característiques:

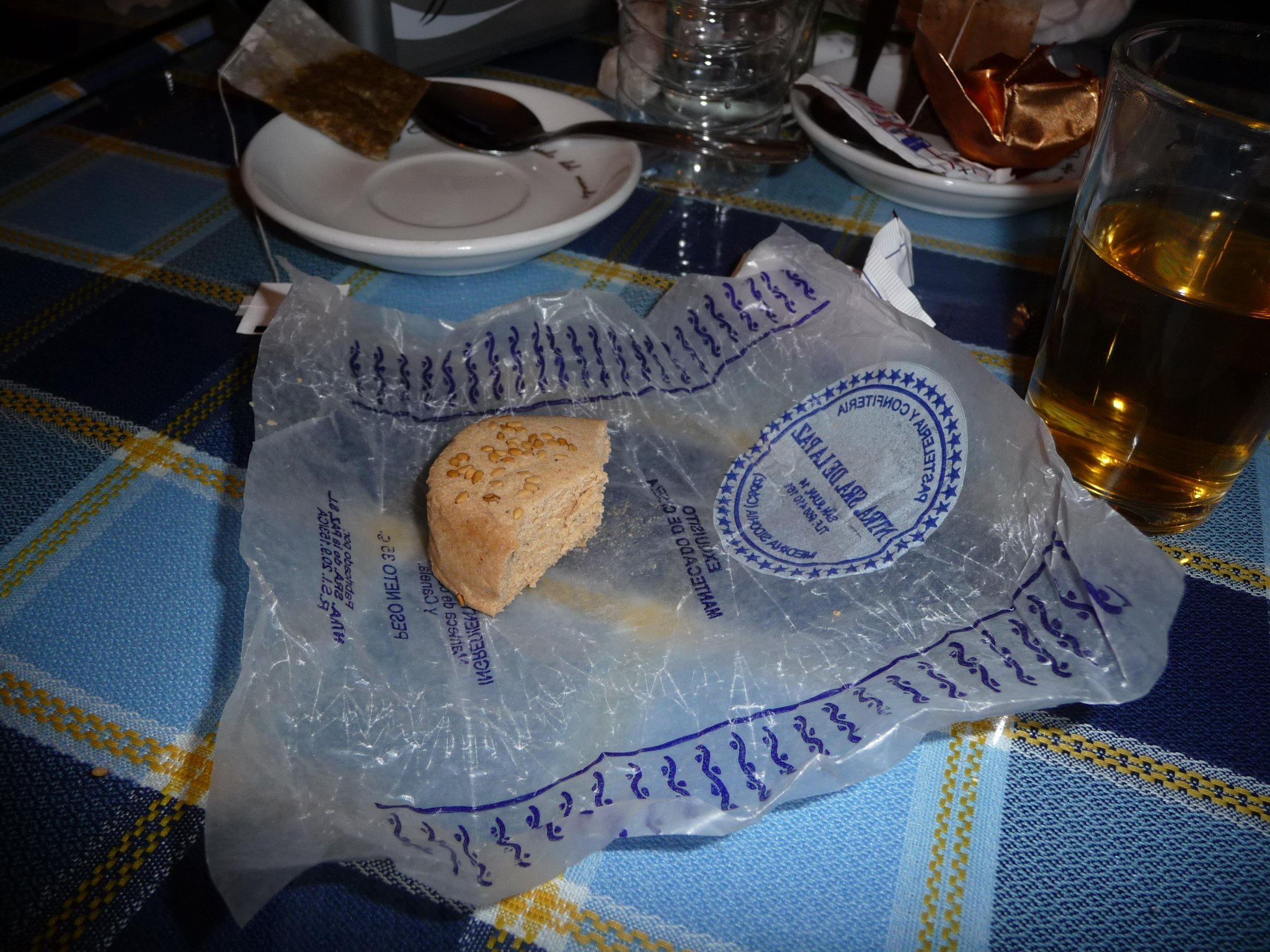
Mantecat.

- Composició. La mantegada porta una composició major de llard de porc, i el polvoró porta molta més farina (per aquesta raó es desfà en menjar-lo, ja que no té l'aglutinant de la clara de l'ou).
- Forma el polvoró és rodó, ovalat mentre que el mantecat és quadrat.